# Ruggles of Red Gap (film 1918)
Ruggles of Red Gap è un film muto del 1918 diretto da Lawrence C. Windom. La sceneggiatura di Charles J. McGuirk si basa sull'omonimo romanzo di Harry Leon Wilson pubblicato a New York nel 1915. Ruggles of Red Gap diventò anche una commedia andata in scena a Broadway il 25 dicembre 1915, uscendo poi anche a puntate, pubblicato su The Saturday Evening Post.
Prodotto dalla Perfection Pictures per l'Essanay Film Manufacturing Company, il film aveva come interprete principale Taylor Holmes che, all'epoca, era sposato con Edna Phillips, l'interprete di 'Klondike' Kate Kenner. Tra gli altri attori, Frederick Burton, Lawrence D'Orsay, Virginia Valli, Lillian Drew, Rose Mayo, Charles Lane, Rod La Rocque, Frances Conrad, James F. Fulton, Ferdinand Munier.

## Trama
Durante il soggiorno parigino del suo padrone, Marmaduke Ruggles, l'impeccabile valletto dell'onorevole George Vane-Basingwell, viene vinto al poker dal senatore statunitense Floud e da sua moglie Effie. L'inappuntabile cameriere parte così per l'Arizona, dove, a Red Cap, assolverà da quel momento in poi i suoi doveri nella nuova casa americana. La signora Effie spera in questo modo di migliorare le maniere e i comportamenti poco raffinati del marito Egbert che presenta Ruggles alla città come il "colonnello Ruggles d'Inghilterra". Scambiandolo per un aristocratico, Red Gap dà al nuovo venuto un'accoglienza reale. Rugges apre un nuovo ristorante in città, il più elegante di tutto il circondario. Il suo ex padrone, George Vane-Basingwell, recatosi in visita in Arizona, giunge a Red Gap dove si innamora di "Klondike" Kate Kenner. La cosa disorienta Ruggles che si sente in dovere di avvertire il conte di Brinstead, il fratello maggiore di George che, però, finirà anche lui per innamorarsi di Kate, tanto da giungere a sposarla. Ruggles, dal canto suo, dopo aver chiesto la cittadinanza statunitense, chiede la mano all'affascinante vedova Judson e si installa definitivamente a Red Gap.

## Produzione
Il film fu prodotto dalla Perfection Pictures per la Essanay Film Manufacturing Company. Alcune scene in esterni vennero girate in Arizona, al Grand Canyon National Park.

## Distribuzione
Il copyright del film, richiesto dalla Essanay Film Mfg. Co., fu registrato il 14 febbraio 1918 con il numero LP12094. Distribuito dalla George Kleine System, uscì nelle sale cinematografiche statunitensi il 25 febbraio 1918.
Non si conoscono copie ancora esistenti della pellicola che viene considerata presumibilmente perduta.